# Alsószalatnok
Alsószalatnok (horvátul: Donji Slatinik) falu Horvátországban, Bród-Szávamente megyében. Közigazgatásilag Podcrkavljéhoz tartozik.

## Fekvése
Bródtól légvonalban 11, közúton 15 km-re északra, községközpontjától légvonalban 3, közúton 5 km-re északnyugatra, Szlavónia középső részén, a Dilj-hegység területén, a Bródról Nekcsére menő főúttól keletre fekszik.

## Története
Szalatnok első írásos említése 1250-ben történt a Borics nembeli István birtokaként. Később kárpótlásul asszonya megsebesítése és hat szolgájának meggyilkolása miatt a birtokot át kellett adnia az ugyancsak Borics nembeli Sándornak. Ezután egy bizonyos Kristóf nevű nemes vásárolta meg. Valószínűleg birtokmegosztás folytán már a török hódítás előtt két településre, Alsó- és Felsőszalatnokra osztották fel.  1422-ben a két részt „Felsewzalathnok”, illetve „Alsozalathnok” néven említik. Részben köznemeseké volt, részben Tomica mezővárosához tartozott.  1545-ben a török defterben Szalatnokot a Vrhovaci náhije részeként említik. A török uralom idején pravoszláv vlachokat telepítettek ide.  Az 1698-as kamarai összeírásban nem találjuk, valószínűleg puszta volt.  A katonai közigazgatás megszervezése után a bródi határőrezredhez tartozott. 1730-ban és 1746-ban a vizitáció jelentése szerint Szalatnok újra egységes település. 1730-ban 15, 1746-ben 29 katolikus ház állt itt. Az 1758-as vizitációs jelentésben Szalatnok már ismét két település. 1760-ban Alsószalatnok 12 házában 19 család és 93 katolikus lakos élt. 
Az első katonai felmérés térképén „Unter Slatnik” néven található. Lipszky János 1808-ban Budán kiadott repertóriumában „Szlatinik” néven szerepel.  Nagy Lajos 1829-ben kiadott művében „Szlatinik” néven 44 házzal, 228 katolikus vallású lakossal találjuk.  A katonai közigazgatás megszüntetése után 1871-ben Pozsega vármegyéhez csatolták. 
A településnek 1857-ben 112, 1910-ben 217 lakosa volt. Pozsega vármegye Bródi járásának része volt. Az 1910-es népszámlálás adatai szerint lakosságának 98%-a horvát anyanyelvű volt. Az első világháború után 1918-ban az új szerb-horvát-szlovén állam, majd később (1929-ben) Jugoszlávia része lett. 1991-től a független Horvátországhoz tartozik. 1991-ben teljes lakossága horvát nemzetiségű volt. 2011-ben a településnek 170 lakosa volt. 

## Lakossága

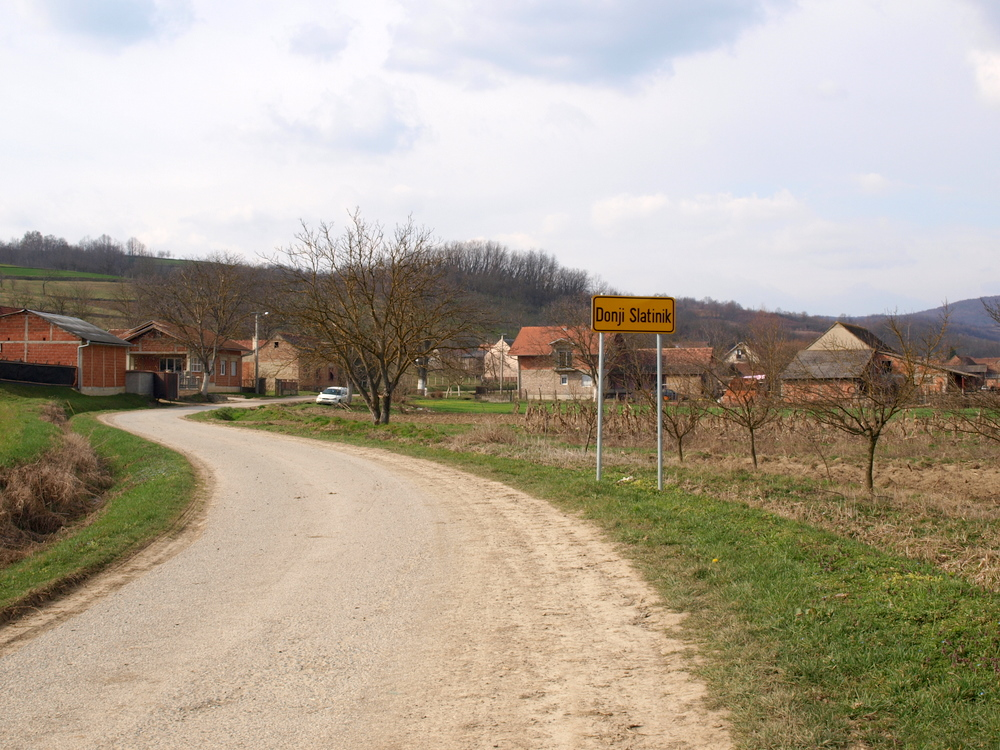
A falu bejárata.

| Lakosság változása | Lakosság változása | Lakosság változása | Lakosság változása | Lakosság változása | Lakosság változása | Lakosság változása | Lakosság változása | Lakosság változása | Lakosság változása | Lakosság változása | Lakosság változása | Lakosság változása | Lakosság változása | Lakosság változása | Lakosság változása |
| ------------------ | ------------------ | ------------------ | ------------------ | ------------------ | ------------------ | ------------------ | ------------------ | ------------------ | ------------------ | ------------------ | ------------------ | ------------------ | ------------------ | ------------------ | ------------------ |
| 1857               | 1869               | 1880               | 1890               | 1900               | 1910               | 1921               | 1931               | 1948               | 1953               | 1961               | 1971               | 1981               | 1991               | 2001               | 2011               |
| 112                | 262                | 273                | 154                | 182                | 217                | 208                | 249                | 258                | 246                | 227                | 228                | 199                | 181                | 188                | 170                |

## Nevezetességei
Szent Illés próféta tiszteletére szentelt római katolikus temploma 1967-ben épült az 1896-ban épített fakápolna helyén. A Szent Illés oltárképet Bécsben vásárolták.